# باول وونغ
باول وونغ هو فنان فيديو كندي، ولد في 20 نوفمبر 1954 في برينس روبيرت في كندا.